# Wapen van Putten

Wapen van de gemeente Putten

Het wapen van Putten werd op 20 juli 1816 aan de gemeente Putten bevestigd. De huidige kleuren zijn niet de kleuren van het oude wapen zoals het Ambt Putten deze gebruikte voor de goedkeuring door de Hoge Raad van Adel. Dit komt doordat het Ambt Putten wel een afdruk heeft opgezonden naar de Hoge Raad van Adel, maar geen beschrijving over de kleuren en dergelijke.

## Geschiedenis
Op 20 juli 1816 is het wapen aan de gemeente, toen nog ambt, Putten toegekend. Dit is toen ook door de gouverneur van Gelderland bekendgemaakt aan de burgemeester van Putten. Later, op 9 september 1946, is dit bevestigd door de toenmalige voorzitter van de Hoge Raad van Adel,  J. de Vos van Steenwijk. Het oude wapen blijkt groen van kleur te zijn met daarop het hert van natuurlijke kleur.

## Blazoen
Het wapen van Putten heeft de volgende officiële beschrijving:
Van lazuur, beladen met een springend hert op een terras, alles van goud.
Het gehele schild is blauw van kleur met daarop een springend gouden hert met de achterpoten nog staand op een gouden terras. Het hert springt naar links, voor de kijker rechts, iets wat niet geheel gebruikelijk is. Deze blauw-met-goudkleurstelling wordt ook wel rijkskleuren genoemd.